# Garrett TPE331
Le Garrett TPE331 est un turbopropulseur, dit à turbine liée, initialement conçu et produit par le constructeur américain Garrett AiResearch, puis depuis 1999 par Honeywell Aerospace laquelle a été rachetée à cette date par l’héritière de Garrett, AlliedSignal, et a pris son nom. Le TPE331 et les autres produits Garrett sont toujours vendus sous ce nom. La famille TPE331 comporte 18 modèles et 106 configurations possibles, avec des moteurs dont la puissance va de 575 à 1 650 eshp (Equivalent Shaft Horse Power, puissance prise sur l'arbre),,.
La version militaire est désignée T76 qui équipe notamment le North American OV-10 Bronco.

## Conception et développement

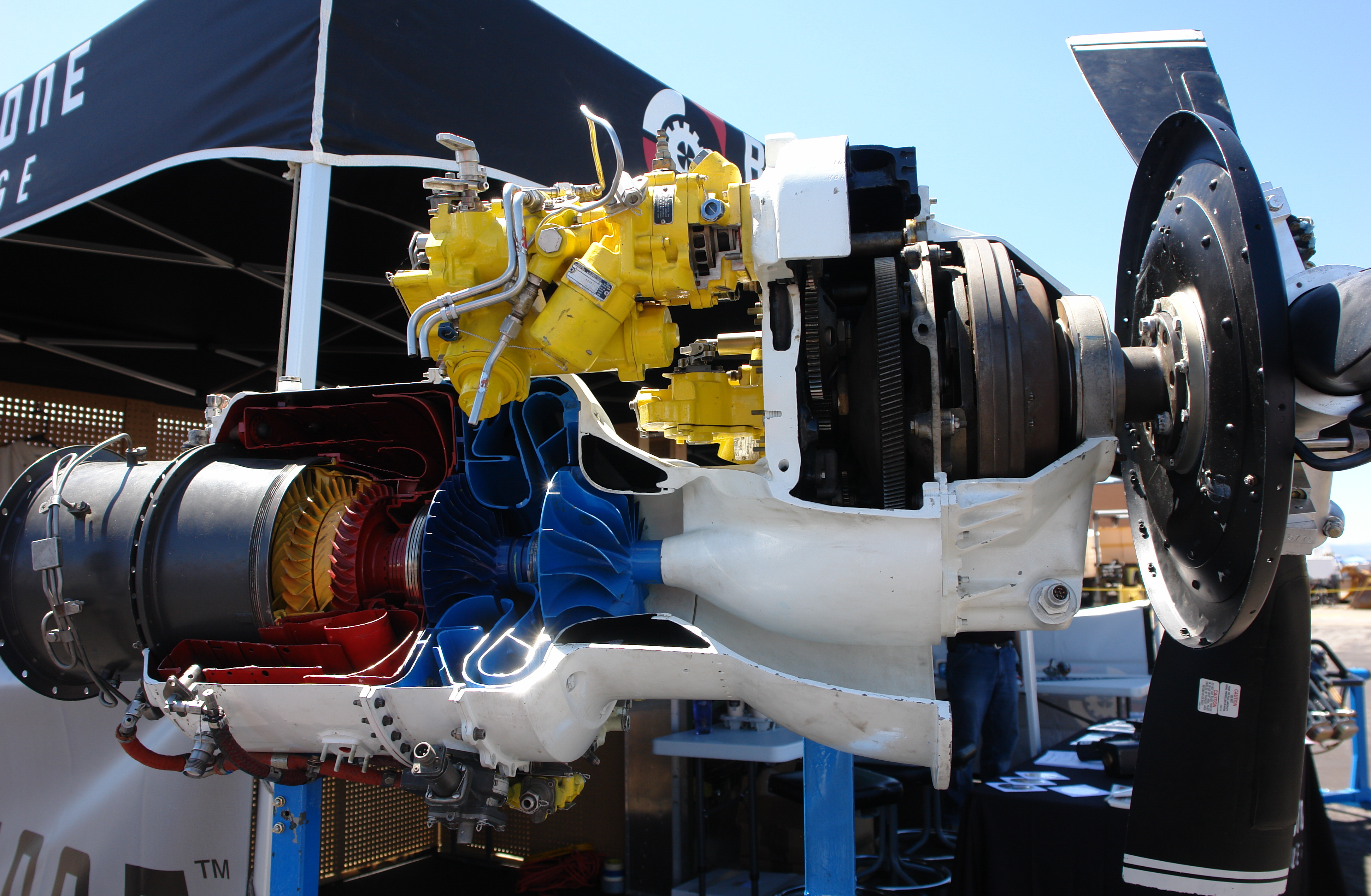
Vue en coupe d'un TPE-331. Les parties en bleu et orangé à gauche sont le moteur lui-même, alors que les éléments à droite de la partie en jaune sont les engrenages reliés à l'hélice.

Le TPE331 commença sa carrière en 1961 comme turbomoteur (le « 331 ») pour propulser des hélicoptères, et entra en production en 1963. Fin 1973, plus de 700 exemplaires avaient déjà été livrés.
Le moteur fut conçu pour être à la fois un turbomoteur (TSE331) et un turbopropulseur (TPE331), mais la version turbomoteur n'entra jamais en production. Le premier moteur fut produit en 1963, installé sur l'Aero Commander en 1964 et mis en production sur l'Aero Turbo Commander en juin 1965.
En juillet 2016, on dénombrait plus de 13 500 exemplaires produits de ce moteur, totalisant plus de 122 millions d'heures de vol.

## Applications

### Standard
- Aero/Rockwell Turbo Commander 680/690/840/960/1000
- Antonov An-2
- Antonov An-38
- Ayres Thrush S2R G6 et G10
- BAe Jetstream 31/32
- BAe Jetstream 41
- Beech B100 King Air
- CASA C-212 Aviocar
- Cessna 441 Conquest II
- Comp Air 9 (en)
- Conroy Stolifter (en)
- Dornier 228
- Fairchild Swearingen Metroliner
- General Atomics MQ-9 Reaper
- Grob G 520
- HAL HTT-40 (en)
- Handley Page Jetstream 3M et Century III (en)
- Kestrel K-350
- Mitsubishi MU-2
- North American OV-10 Bronco
- Pilatus/Fairchild PC-6C, C1 et C2 Turbo-Porter
- Piper PA-42 Cheyenne 400
- Short SC.7 Skyvan
- Short Tucano (en) (version fabriquée sous licence de l'Embraer EMB 312 Tucano)
- Swearingen Merlin (en)

### Comme solution de remplacement des moteurs d'origine
- Beechcraft Model 18
- Cessna Skymaster
- de Havilland Canada DHC-3 Otter
- de Havilland DH.104 Dove
- FMA IA-58 Pucará
- Grumman Ag Cat (en)
- Grumman S-2T Turbo Tracker
- Marsh S-2F3AT Turbo Tracker
- Fletcher FU-1284 Utility
- Volpar Model 4000